# 230
Évszázadok: 2. század – 3. század – 4. század
Évtizedek: 180-as évek – 190-es évek – 200-as évek – 210-es évek – 220-as évek – 230-as évek – 240-es évek – 250-es évek – 260-as évek – 270-es évek – 280-as évek
Évek: 225 – 226 – 227 – 228 –  229 – 230 – 231 – 232 – 233 – 234 – 235

## Események

### Római Birodalom
- Lucius Virius Agricolát és Sextus Catius Clementinus Priscillianust választják consulnak.
- A szászánida I. Ardasír a Pártus Birodalom teljes bekebelezése után megtámadja a Római Birodalmat és ostrom alá veszi Mezopotámiában Niszibisz határvárosát.
- Meghal I. Urbanus pápa. Utódja Pontianus.

### Kína
- Szun Csüan elküldi flottáját 10 ezer emberrel, hogy hódítsák meg a legendás Jicsou (talán Tajvan) szigetét.
- Csu-Ko Liang, Su Han kancellárja továbbra is megszállva tartja Vej állam határmenti területeit. Vej császára, Cao Zsuj ellentámadást rendel el, amely azonban a rossz időjárás miatt kudarcot vall.

### Korea
- Meghal Nehe, Silla királya. Utódja Csobun.

## Születések
- Volusianus, római császár

## Halálozások
- május 23. – Urbanus, Róma püspöke
- Lucius Marius Maximus, római politikus és író

## Fordítás
- Ez a szócikk részben vagy egészben  a(z)   230 című angol Wikipédia-szócikk ezen változatának fordításán alapul.  Az eredeti cikk szerkesztőit annak laptörténete sorolja fel. Ez a jelzés csupán a megfogalmazás eredetét és a szerzői jogokat jelzi, nem szolgál a cikkben szereplő információk forrásmegjelöléseként.